# Anciennes carrières souterraines de Chevillon et Fontaines sur Marne
Anciennes carrières souterraines de Chevillon et Fontaines sur Marne este o arie protejată (sit de importanță comunitară — SCI) din Franța întinsă pe o suprafață de 23 ha, integral pe uscat.

## Localizare
Centrul sitului Anciennes carrières souterraines de Chevillon et Fontaines sur Marne este situat la coordonatele 48°32′32″N 5°08′59″E / 48.54222°N 5.14972°E.

## Înființare
Situl Anciennes carrières souterraines de Chevillon et Fontaines sur Marne a fost declarat arie specială de conservare în baza directivei 92/43 din 1992 referitoare la conservarea habitatelor naturale și a faunei și florei sălbatice pentru a proteja 5 specii de animale.

## Biodiversitate
Situată în ecoregiunea continentală, aria protejată nu include niciun habitat protejat.
La baza desemnării sitului se află mai multe specii protejate de  mamifere (5): liliac cârn (Barbastella barbastellus), liliac cărămiziu (Myotis emarginatus), liliac comun (Myotis myotis), liliacul mare cu potcoavă (Rhinolophus ferrumequinum), liliacul mic cu potcoavă (Rhinolophus hipposideros).